# 格拉尼耶
格拉尼耶（法語：Granier，法語發音：[ɡʁanje]）是法国萨瓦省的一个旧市镇，属于阿尔贝维尔区。2016年，格拉尼耶与临近的2个市镇合并为新市镇艾姆拉普拉涅。

## 地理
格拉尼耶（45°34'21"N, 6°39'3"E）面积30.31 平方千米，位于法国奥弗涅-罗讷-阿尔卑斯大区萨瓦省，该省份为法国东部省份，历史上为薩伏依的一部分，北起上萨瓦省，西接伊泽尔省和安省，南部和东部与上阿尔卑斯省和意大利接壤。
与格拉尼耶接壤的市镇（或旧市镇、城区）包括：艾姆拉普拉涅、博福尔、拉科特代姆、艾姆。

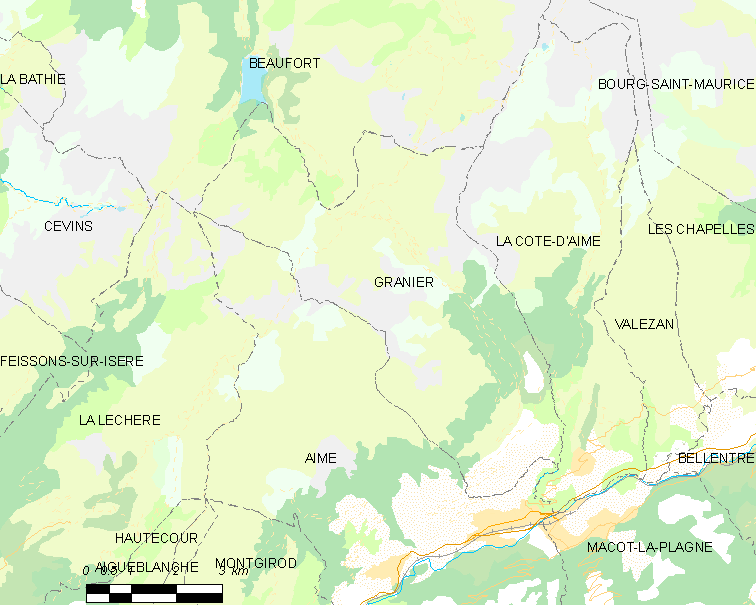
格拉尼耶的OSM定位图

格拉尼耶的时区为UTC+01:00、UTC+02:00（夏令时）。

## 行政
格拉尼耶的邮政编码为73210，INSEE市镇编码为73126。

## 政治
格拉尼耶所属的省级选区为圣莫里斯堡县。

## 人口

1962-2008年间格拉尼耶人口变化图示

格拉尼耶于2018年1月1日时的人口数量为355人。